# Dominique Bouhours

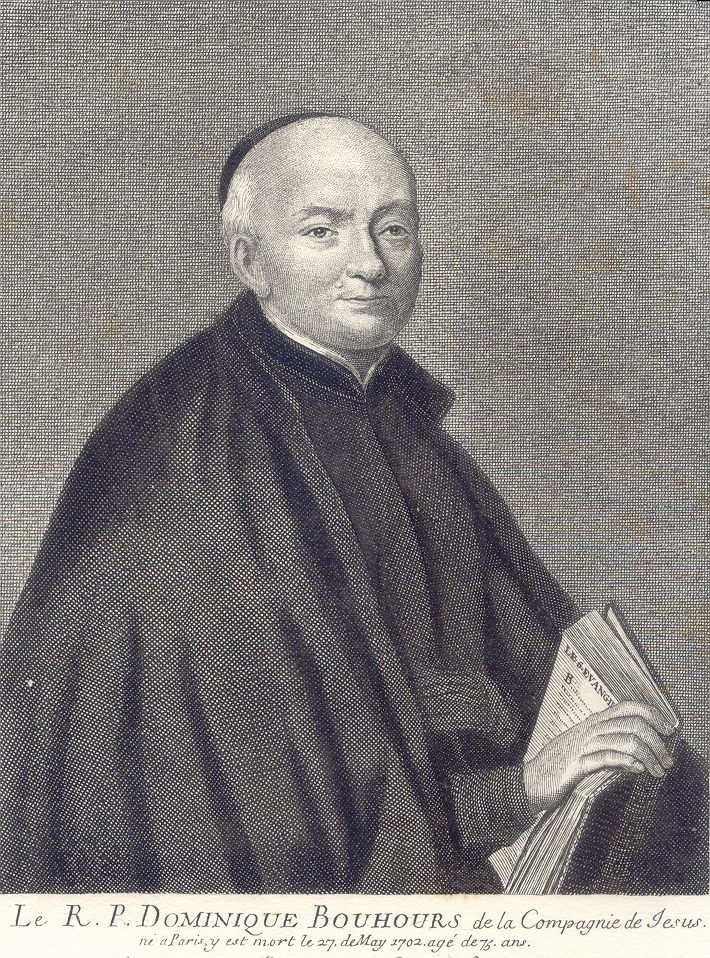
Bouhours

Dominique Bouhours S.J. (Parijs, 1628 - aldaar, 1702) was een Franse jezuïet, grammaticus en schrijver.
Dominique Bouhours is vooral bekend door zijn geschriften waarin hij een leer voor het goed gebruik van de Franse taal probeerde vast te leggen. Hij was een navolger van Vaugelas, maar was toch soepeler dan deze. Bouhours probeerde regels vast te leggen om zich precies te kunnen uitdrukken. Hij was bevriend met Racine en Boileau en las geregeld hun teksten na.

## Geschriften
- Entretiens d'Ariste et d'Eugène
- La manière de bien penser dans les ouvrages d'esprit
- Histoire de Pierre d'Aubusson

- Bibsys: 90785076
- Biblioteca Nacional de España: XX863805
- Bibliothèque nationale de France: cb11986849h (data)
- Catàleg d'autoritats de noms i títols de Catalunya: 981058520029506706
- CiNii: DA02083927
- Gemeinsame Normdatei: 118659472
- International Standard Name Identifier: 0000 0001 2129 6697
- KulturNav: a236640a-55a7-4239-9566-576aa8bd5840
- Library of Congress Control Number: n50042115
- Nationale Bibliotheek van Tsjechië: mzk2004236824
- Nationale bibliotheek van Australië: 35020652
- Nationale Bibliotheek van Israël: 987007274126305171
- Nationale Bibliotheek van Polen: a0000001137207
- Nationale en Universitaire bibliotheek Zagreb: 000374605
- Nederlandse Thesaurus van Auteursnamen: 069650063
- Réseau des bibliothèques de Suisse occidentale: 02-A003030730
- Istituto Centrale per il Catalogo Unico: SBLV288346
- SNAC: w6hm7skg
- Système universitaire de documentation: 027932524
- Trove: 794883
- Virtual International Authority File: 41848917
- WorldCat: E39PBJkXyyh934H6tPXTMBYHG3